# Helguera (Reocín)
Helguera (también Elguera o Helguera de Reocín) es uno de los doce núcleos que comprende el municipio de Reocín, en la comunidad autónoma de Cantabria (España). Está situada en una terraza fluvial, a 1 kilómetros de Puente San Miguel, capital del municipio. Está a 57 metros sobre el nivel del mar. En 2011 tenía 737 habitantes (INE). Celebra la festividad de San Antonio el 13 de junio.
En esta zona se recogieron vestigios del Paleolítico Inferior. Formó parte del primer ayuntamiento constitucional que se formó con los concejos del valle de Reocín. La iglesia parroquial es del año 1971.

## Personajes ilustres
- Manuel Rotella (1931-2012), empresario y político.
- Jacinto Pelayo Benito (1945), jugador de bolos.